# Rapidan

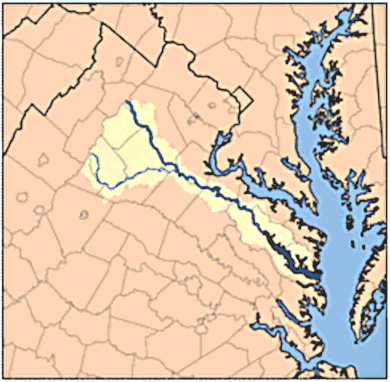
De Rapidan in het zuiden is een bijrivier van de Rappahannock.

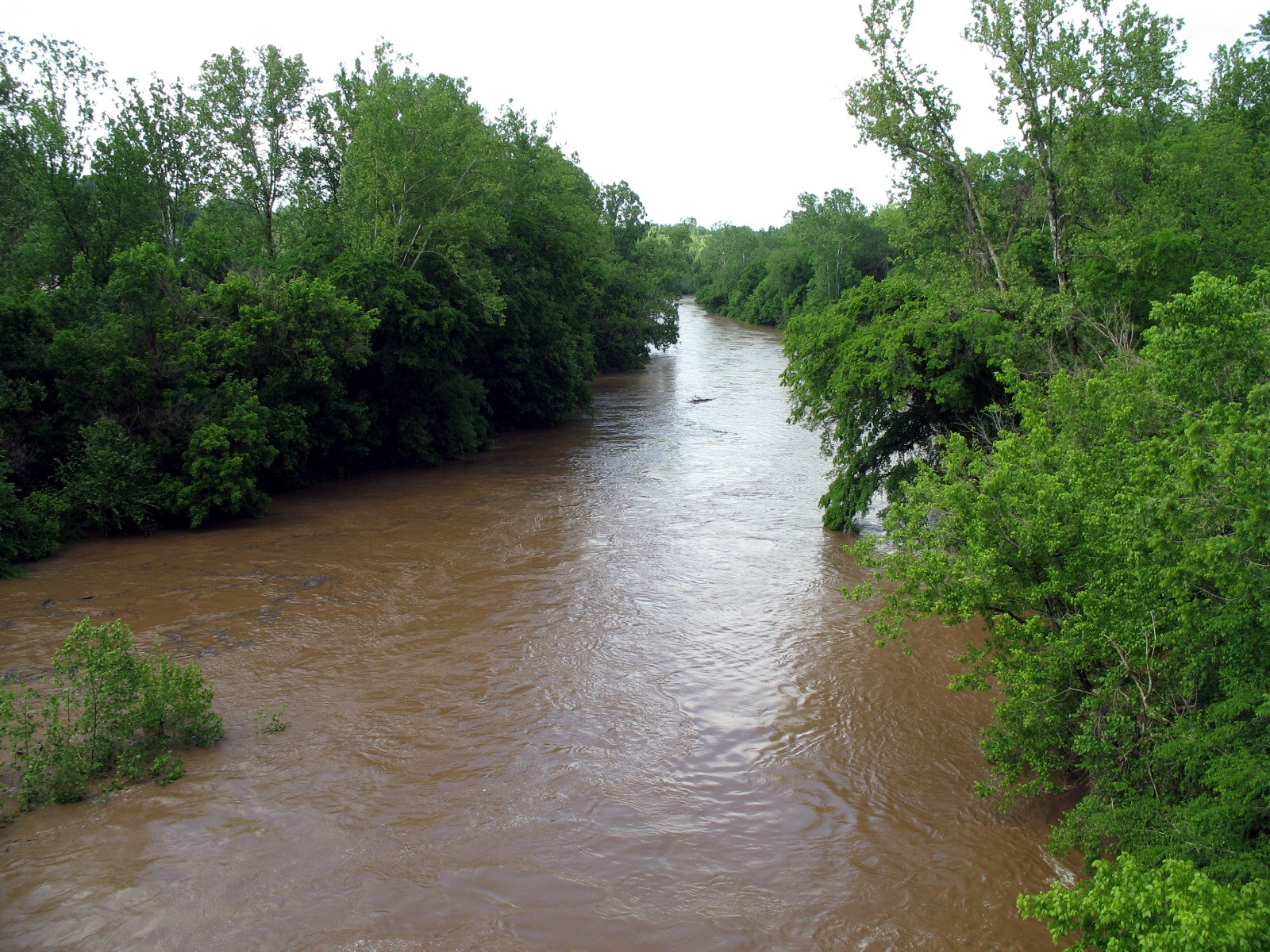
De Rapidan bij Germanna Ford

De Rapidan is een rivier in Virginia. Het is de grootste bijrivier van de Rappahannock met samenvloeiing ten westen van Fredericksburg. The Rapidan ontspringt ten westen van Doubletop Mountain in Shenandoah National Park.
Rondom de Rapidan werd hevig gevochten in de Amerikaanse Burgeroorlog.
De rivier heette eerst Rapid Anne River, een samentrekking van rapids en koningin Anne van Engeland, maar de naam werd later verkort tot Rapidan.